# Sergej Andrejev
Sergej Vasiljevič Andrejev (* 16. května 1956, Vorošilovgrad) je ruský fotbalista a trenér. Hrál především za SKA Rostov na Donu, v jehož dresu se stal 2× králem střelců sovětské ligy. Reprezentoval SSSR a hrál na OH 1980 a MS 1982.

## Hráčská kariéra
Andrejev hrál na klubové úrovni za Zarju Vorošilovgrad, SKA Rostov na Donu, FK Rostov, Östers IF a Mjällby AIF. V letech 1980 a 1984 byl králem střelců sovětské ligy.
S olympijským týmem SSSR hrál na domácím OH 1980, kde získal bronzovou medaili a s 5 góly se stal králem střelců turnaje. S týmem SSSR byl na MS 1982, kde nastoupil ve 3 zápasech.

## Trenérská kariéra
Trénoval několik klubů.

## Úspěchy
- Olympijské hry – 3. místo: 1980 (SSSR)
- Sovětský pohár: 1981 (SKA Rostov)
- Král střelců OH: 1980 (5 gólů) (SSSR)
- Král střelců sovětské ligy: 1980 (20 gólů), 1984 (19 gólů) (SKA Rostov)